# Cedros (Horta)
Cedros ist eine portugiesische Gemeinde (Freguesia) im Kreis (Concelho) von Horta auf der Azoreninsel Faial. Der bekannte Aussichtspunkt Miradouro da Ribeira Funda liegt im Gemeindegebiet.
Der Ortsname leitet sich von der portugiesischen Bezeichnung für den hier weit verbreiteten Wacholder ab.

## Geschichte
Im Praça genannten Ortskern von Cedros steht die Pfarrkirche Igreja de Santa Bárbara mit einem manuelinischen Portal, die 1594 erstmals urkundlich erwähnt wurde und deren Kirchenschiff 1971 einem Feuer zum Opfer fiel. Der Wiederaufbau war 1977 vollendet, und nach der Beschädigung durch das Erdbeben von 1998 wurde die Kirche renoviert.

## Verwaltung
Cedros ist Sitz einer gleichnamigen Gemeinde (Freguesia) im Kreis (Concelho) von Horta. In ihr leben 872 Einwohner (Stand 19. April 2021).
Folgende Orte und Ortsteile liegen im Gemeindegebiet:
- Canada de Sousa
- Rua de Cima
- Praça
- Miragaia
- Cascalho
- Ribeira Funda